# غمری
غمری (به عربی: الغمري) یک شهرداری در الجزایر است که در استان معسکر واقع شده‌است.
 غمری  ۸٬۵۸۵ نفر جمعیت دارد.